# Frank J. Hall
Frank J. Hall (* 16. Februar 1844 im Rush County, Indiana; † 19. August 1925 in Indianapolis, Indiana) war ein US-amerikanischer Politiker. Zwischen 1909 und 1913 war er Vizegouverneur des Bundesstaates Indiana.

## Werdegang
Frank Hall wuchs auf der Farm seines Vaters auf. Im Winter besuchte er die öffentlichen Schulen seiner Heimat. Mit 17 Jahren begann er für zwei Jahre als Lehrer zu arbeiten. 1864 schrieb er sich am Farmers’ College in Ohio ein. Diese Schule verließ er bald wieder, um ab 1865 an der Indiana University in Bloomington zu studieren. Nach einem anschließenden Jurastudium an derselben Universität und seiner 1869 erfolgten Zulassung als Rechtsanwalt begann er in Rushville in diesem Beruf zu arbeiten. In dieser Eigenschaft war er auch für drei Eisenbahngesellschaften tätig. Politisch wurde er Mitglied der Demokratischen Partei. Zwei Mal kandidierte er erfolglos für das Repräsentantenhaus von Indiana. In seiner Heimatstadt Rushville war er für einige Zeit Bürgermeister.
1908 wurde Hall an der Seite des späteren US-Vizepräsidenten Thomas Riley Marshall zum Vizegouverneur von Indiana gewählt. Dieses Amt bekleidete er zwischen dem 11. Januar 1909 und dem 13. Januar 1913. Dabei war er Stellvertreter des Gouverneurs und Vorsitzender des Staatssenats. Nach dem Ende seiner Zeit als Vizegouverneur verliert sich seine Spur. Sicher ist, dass er im Jahr 1921 noch am Leben war. Frank Hall verstarb im Sommer 1925 im Alter von 81 Jahren im Eastern Star Hospital in Indianapolis.